# Eric Cartman
Eric Theodore Cartman a South Park című amerikai animációs sorozat egyik szereplője. Osztálytársaival és barátaival, Stan Marshsal, Kyle Broflovskival, valamint Kenny McCormickkal együtt a sorozat központi alakja. Eredeti hangját Trey Parker kölcsönzi, magyar hangja Csőre Gábor, a "Belépés a Benyaliverzumba" című különkiadásban a női Cartmané Bogdányi Titanilla. A televízióban Cartman 1997. augusztus 13-án, a South Park első epizódjának sugárzásakor tűnt fel, de pár évvel korábban már szerepelt Trey Parker és Matt Stone The Spirit of Christmas című kétrészes rövidfilmjében, 1992-ben, illetve 1995-ben.
Cartman általános iskolás negyedikes tanuló, aki szülővárosában, a coloradói South Parkban sűrűn él át tipikusnak nem mondható kalandokat. A túlsúlyos, elkényeztetett, szociopata, rasszista, neonáci és önimádó Cartman az antihős szerepet tölti be a sorozatban, aki mindig csatát vív az egyik főhősnek számító Kyle-lal. Cartman talán a sorozat legismertebb és legnépszerűbb szereplője, saját bevallásuk szerint a készítőknek is ő a kedvence, akivel a leginkább azonosulni tudnak. Alakját az All in the Family című sorozat Archie Bunker nevű szereplőjéről mintázták.
Noha Parker és Stone a kisgyerekekre jellemző tulajdonságokkal is felruházták, Cartman sorozatbéli nézetein keresztül olyan, inkább felnőtteknek szóló nézeteket és témákat is kifejtenek, amelyeket a politika, a vallás, a populáris kultúra és a filozófia szakértői publikációikban gyakran megemlítenek. A sorozat fennállása óta Cartman trágárságát és politikailag inkorrekt attitűdjét dicséretek és kritikák egyaránt érték. Ennek ellenére a szereplőt napjaink legnagyobb rajzfilmes alakjai közt tartják számon.

## Szerepe a sorozatban
Cartman a South Park-i általános iskola negyedik osztályának tanulója, Mr. Garrison diákja. A sorozat első 58 epizódja során (1997 és 2000 között, A negyedik osztályban című részig) főszereplő társaival együtt harmadikos volt. A szereplő Liane Cartman egyetlen gyermeke; a Cartman mama újabb sötét titka (1998) című epizódban jelentik ki, hogy Liane hermafrodita és biológiailag ő Cartman apja (Cartman biológiai anyjának személye rejtély maradt). Később a 14. évad 201 című részében (2010) ez a tény hamisnak bizonyult, mert kiderül, hogy igazából Liane a szereplő édesanyja, édesapja pedig a néhai Jack Tenorman, Scott Tenorman apja, a Denveri Musztángok egykori játékosa. Ironikus módon Jacket korábban éppen Cartman ölette meg az 5. évad Scott Tenormannak meg kell halnia című részében, hogy így álljon bosszút Scotton.
A főszereplők körében Cartman a tipikus kövér gyerek, túlsúlyossága miatt a többiek részéről folyamatos gúnyolódások érik. Cartman gyakran jelenik meg olyan negatív főszereplőként, aki az egyes epizódokban éppen a főszereplők ellen tevékenykedik. Osztálytársai és a többi gyerek idegenkedik tőle elviselhetetlen, manipulatív és érzéketlen természete miatt, de néha ők is a hatása alá kerülnek. Miután a Verekedni akarsz velem suli után? című részben az iskolaudvaron Wendy összeveri, Cartman attól fél, hogy az iskolában ezután kiközösítik majd, amiért egy lány legyőzte őt. Társai azonban elmondják neki, hogy a róla alkotott véleményük annyira negatív, hogy ez a Cartman számára megalázó esemény sincs már hatással a megítélésére.
A zsidó származású Kyle gyakran válik Cartman antiszemita megjegyzéseinek célpontjává. Kettejük ellenségeskedése a South Park kezdete óta fennáll, vetélkedésük a sorozat előrehaladtával egyre jobban eldurvul. Viszonyuk Parker és Stone szerint az 1970-es évek All in the Family című sitcomának két szereplőjét, Archie Bunkert és Michael Stivicet idézi. Kyle hajlamos olyan fogadásokat kötni Cartmannel, amelyeknél azt hiszi, biztosra megy, ám Cartman sokszor meglepetést okoz neki. Cartman fő célja nem csupán a fogadás tétjének megnyerése, hanem sokkal inkább riválisának legyőzése – ez a rögeszméje a Képzeletfölde-trilógia cselekményének fontos eleme (11. évad, 2007). Cartman Stant legtöbbször az érzékenysége, az állatszeretete és Wendyvel való párkapcsolata miatt gúnyolja ki. Cartman folyamatosan a szegénysége miatt gúnyolja Kennyt, gyakran megemlítve, hogy Kenny családja segélyekből él. Kenny saját bevallása szerint csupán szánalomból barátkozik Cartmannel. Cartman rendszeresen kihasználja a mit sem sejtő Butters Stotchot, aki a barátjának gondolja őt – „barátságuk” főként az újabb epizódokban jelentős. Ez annak is köszönhető, hogy Parker saját bevallása szerint a kettejük kapcsolatát bemutató jelenetek megírását élvezi leginkább.
Számos epizód foglalkozik Cartman kapzsiságával és a gyors meggazdagodás iránti vágyával, ám a szereplő ilyen irányú törekvései legtöbbször kudarcba fulladnak. A hippik iránti gyűlölete az 1960-as évek ellenkultúráját és annak a mai társadalomra hatásait mutatja be szatirikus módon, de Trey Parker hippikkel szembeni ellenérzéseit is visszatükrözi. Habár a legtöbbször ezt Stan vagy Kyle teszi meg, néha Cartman foglalja össze egy-egy epizód végén a tanulságot, melyet ezekkel a szavakkal kezd: „Tudjátok, ma is tanultam valamit…” („You know, I learned something today…”).

## A szereplő

### Története és megjelenése

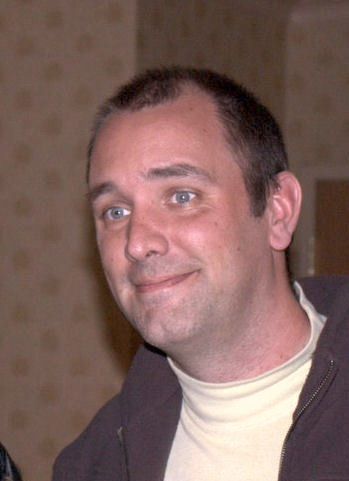
Trey Parker, Cartman eredeti hangja

A szereplő névtelen elődje az 1992-es Jesus vs. Frosty című rövidfilmben jelent meg először, amelyet Parker és Stone még a Coloradói Egyetem hallgatójaként készített. Cartman alakját papírkivágásokból alkották meg és stop motion technikával animálták a mozgását. Miután Parkert és Stone-t közös ismerősük és barátjuk, Brian Graden egy újabb animáció megalkotásával bízta meg, 1997-ben elkészült a Jesus vs. Santa című, elődjéhez hasonló rövidfilm, melyben Cartman szintúgy látható. A szereplő itt már emlékeztet későbbi, sorozatbeli alakjára és keresztnevet is kapott. Cartman 1997. augusztus 13-án került elsőként a televíziók képernyőjére, amikor a Comedy Centralon debütált a South Park, a Cartman anális beültetése című résszel.
A Testsúly 4000 című, második epizód óta Cartman-t – és a többi szereplőt is – számítógépes programokkal animálják, megjelenése azonban továbbra is olyan benyomást kelt, mint a sorozat papírkivágással elkészült, eredeti animációi. A South Park hagyományaihoz méltóan a készítők Cartman alakját is egyszerű geometriai alakzatokból, döntően alapszínek felhasználásával jelenítik meg. Cartman-nek nincs annyi szabad mozgástere, mint a kézzel rajzolt rajzfilmszereplőknek, alakja túlnyomórészt csupán egy szögből látható, mozgása szándékosan egyenetlen hatást kelt.
Cartman vörös kabátot, barna nadrágot, sárga kesztyűt, valamint sárga pomponos kék sapkát és fekete cipőt visel. Közepesen hosszú, barna, néhány epizódban fekete haja van – a Csúcsszuper barátok című részben kopasz. Cartmant anyja nagyon elkényezteti, ezért súlyproblémái vannak, amire a többiek – különösen Kyle – gyakran utalnak, de ezt ő nem hajlandó beismerni, szerinte csupán „erős csontú” vagy "molett". Hangját Trey Parker eredetileg számítógépes manipuláció nélkül alkotta meg, de napjainkban az elkészült felvételt már a Pro Tools nevű programmal szerkesztik. Parker a normál beszédhangján szólal meg, de hozzáadva némi gyerekes hanghordozást is, majd a hangmagasságot utólag módosítják, hogy egy negyedikes beszédjéhez hasonló hanghatást kapjanak.

### Jellemvonásai
Cartman sokat káromkodik, Parker és Stone ezzel akarta kifejezni, hogy szerintük a kisgyerekek hogyan beszélnek egymás között a valóságban. A cinikusságra és a trágárságra való hajlam ellenére Parker szerint Cartman-ben „rejlik valamiféle kedvesség”, míg a Time magazin azt írja, hogy barátaival együtt Cartman „néha kegyetlen, de ezzel együtt legbelül ártatlan is”. A többi fiúval együtt Cartman is kedveli az altesti humort, kedvenc műsora a Terrance és Phillip-show.
Cartman a sorozatban kövér antihősként van ábrázolva. A személyisége jelentősen megváltozik a sorozat folyamán. Az évadok múlásával személyisége komoly változásokon esett át; habár mindig is önző és vakbuzgó volt, a korai részekben komisz és éretlen kölyökként ábrázolták. Az évek során azonban egyre agresszívebb és ravaszabb lett, míg viselkedése többször is szociopata vonásokat mutatott. Cartman a megjátszott kedvességével és magas intelligenciájával együtt képes arra hogy manipuláljon másokat arra, hogy azt csinálják amit ő szeretne. Cartman gonosz vonásai leginkább a Scott Tenormannak meg kell halnia című epizódban tükröződnek, ahol az utálata őrült rögeszmévé alakul Scott Tenorman iránt, aki csúnyán átverte és megalázta őt. Cartman – hogy megbosszulja Scott tettét – megöleti ellensége szüleit, majd a holttestüket ellopja és chilit főz belőlük, amit a gyanútlan Scottal etet meg. Mikor a fiú felfedezi, hogy a szülei halottak, sírni kezd, mire Cartman lenyalogatja a könnyeit. Ez az epizód lett a győztese a „Cartman 25 „legsütibb” pillanata” szavazásnak amit a Comedy Central hirdetett.
A 14. évadban kiderül Scott Tenorman apja Cartman apja is. Cartman erősen intoleráns minden olyan dologgal szemben amivel ő nem ért egyet és végsőkig képes elmenni hogy bebizonyítsa az igazát. Ez a jellem a sorozat folyamán alakul ki. Az ő antiszemita viselkedése pontosan megmutatja ezt. Eredetileg csak Kyle bosszantása miatt zsidózott később, A zsidók passiójában viszont már Adolf Hitlernek öltözve akarja újra megszervezni a Holokausztot. A merénylet című epizódban megmutatkozik iszlámellenessége is, több részben pedig utal arra, mennyire gyűlöli a mexikóiakat.
Ugyanakkor Cartman egyes epizódokban rendkívül karizmatikus és általában ő lesz a fiúk vezére ha valami krízisbe vagy kalandba keverednek, sőt a Júj, egy fütyi! című epizódban középiskolásokat is tanít, nem is rosszul. Például a Világok harcában ő az, aki összehívja a srácokat, hogy együtt harcoljanak egy játékos ellen, aki állandóan megöli őket. Cartmannek sok epizódban megmutatkoznak a precíz nyelvismeretei is. Jövőbeli énem és én című epizódban folyékonyan beszél spanyolul a mexikói munkásokhoz. A zsidók passiójában egészen elfogadhatóan beszél németül. A Chinpokomon című epizódban hibátlanul tud japánul. A Világok Harcában is kevésbé jól ugyan de beszéli a francia nyelvet. Cartman a Cartman szopása című epizódban amatőr fényképészként is profi képeket készít. Gyakran ábrázolják őt gyenge harcosnak aki még a kisebb fájdalomtól is sírva fakad, bár a Jesse Jackson segedelmével részben legyőzi Dr. David Nelsont aki a toleranciára akarta megtanítani.
Van egy képzeletbeli barátja, a puttószerű Ámor Én, aki az ő miniatűr kiadása, és jellemzően akkor jelenik meg, ha szerelmet kell csempészni valaki életébe. Ámor Én egyértelműen vonzódik Cartmanhez szexuálisan. Többször látható volt, ahogy babázik kedvelt plüssjátékaival (Clyde béka, Polly Pudlipötty, Panda Péter, Izomfickó Marc, Topos Joker), de miután az "1%" című részben a barátai kicikizik emiatt, kivégezte őket. Ugyancsak Cartman személyesítette meg Mitch Connort, a személyiségtolvaj szélhámost, "aki" igazából a jobb kezére felfestett szem és száj, mégis több epizódban is úgy jelenik meg, mint egy valódi személy, aki többek között Jennifer Lopeznek adja ki magát.

## Kulturális hatás
Cartman a sorozat bizonyos utalásai szerint látens homoszexuális. Bizonyos epizódokban Kenny burkoltan a szeretőjeként van feltüntetve, majd a Cartman és a szerelem című részben egy egész nézőcsoport előtt képes bevallani, hogy szereti Kyle-t, hogy az új fekete lány össze tudjon jönni a szintén fekete Token Black-el (Cartman szerint: a feketék összetartoznak).

## Baráti viszonyok a többi szereplővel
Stan Marsh: Átlagos baráti viszonyban vannak. Mindkettőjüket Trey Parker szinkronizálja, ami egyfajta kötődés is lehet. Az Egy házba zárt közösség c. részben kijelenti: Kylet még mindig jobban utálom mint téged.
Kyle Broflovski: Kyle zsidó, Cartman antiszemita, ez az egy ellentét köztük. Cartman csak azért utálja Kylet, mert zsidó, de a Cartman és a szerelem c. részben már szinte a nézők számára is hihető homoszexualitás van köztük.
Kenny McCormick: Úgy lenne reális, ha ők ugyanúgy legjobb baráti kapcsolatban lennének egymással, mint Stan és Kyle, de Cartman állandóan azzal szivatja Kennyt hogy szegény, Kenny meg csak szánalomból barátkozik Cartmannel. A csóró gyerek c. részben viszont ez megváltozik, mert miután Kenny pótszülőkhöz kerül, rájön hogy ő Kenny után a legszegényebb, ezért ő is pótszülőkhöz megy (ironikus módon pont ugyanoda mint Kenny), így Kennyvel ún. pót-testvérek lettek, de a rész végén mindenki visszatért a régi kerékvágásba és Kenny is meghalt (A Lista c. rész után először).
Butters Scotch: Cartman csak ki szokta használni, illetve gyakran a bolondját járatja vele, erre példa a Cartman szopása c. rész. Viszont az Eric Cartman halála c. részben barátként láthatók.
Heidi Turner: A 20. évad elején miután "eltűntek" a közösségi oldalakról egy Rihekopó42 nevű troll miatt, kapcsolatuk ezután szorosabbá vált, nem sokkal utána már egy párt alkotnak egymással. A 21. évad zárórészében a kapcsolatuk véget ért.

## Fordítás
- Ez a szócikk részben vagy egészben  az   Eric Cartman című angol Wikipédia-szócikk fordításán alapul.  Az eredeti cikk szerkesztőit annak laptörténete sorolja fel. Ez a jelzés csupán a megfogalmazás eredetét és a szerzői jogokat jelzi, nem szolgál a cikkben szereplő információk forrásmegjelöléseként.